# Luis Miguel Noriega
Luis Miguel Noriega Orozco (Tepotzotlán, 17 aprile 1985) è un ex calciatore messicano, di ruolo centrocampista.

## Carriera
Il 15 dicembre 2012 viene comunicato che Noriega ha raggiunto un accordo con il Puebla, squadra che lo aveva fatto debuttare tra i professionisti.

## Palmarès

### Club

#### Competizioni internazionali
- SuperLiga nordamericana: 1

Monarcas Morelia: 2010

#### Competizioni nazionali
- Copa MX: 1

Querétaro: Apertura 2016